# Hatchery
Hatchery is de 68e aflevering van de televisieserie Star Trek: Enterprise van 97 afleveringen in totaal.
Seizoen drie van deze serie heeft één grote verhaallijn, die het gehele seizoen voortduurt (zie seizoen drie), met meerdere plots. Deze aflevering is één onderdeel van dit verhaal.

## Verloop van de aflevering
De Enterprise gaat richting de planeet Azati Prime, de vermoedelijke locatie waar een superwapen gebouwd wordt om de mensheid mee uit te roeien. Onderweg stuit het sterrenschip echter op een schip van de Xindi-insecten wat er verlaten uitziet. De bemanning besluit met een team om op onderzoek uit te gaan. Het schip lijkt een soort van broedplaats te zijn voor Xindi-insecten. 
Tijdens het onderzoek wordt kapitein Jonathan Archer geraakt door een stof die een nog niet uitgebroed ei uitscheidt. In eerste instantie lijkt er niets aan de hand te zijn, tot de toewijding die Archer heeft voor de insecten wel erg onrealistisch groot wordt. Om er zeker van te zijn dat de nog ongeboren wezens niets overkomt, maakt hij gebruik van de antimaterie van de Enterprise, die onmisbaar is om hun missie voort te zetten.
De bemanning verdeelt zich in twee kampen. Een deel van de bemanning met T’Pol voorop wil voorkomen dat de antimaterie wordt overgeheveld naar het Xindi schip, terwijl een ander deel met o.a. Trip trouw wil blijven aan de kapitein. Na een woordenwisseling met T’Pol zet Archer de loyale MACO's in om een muiterij te voorkomen en sluit zijn eerste officier (T'Pol) op in haar hut zodat ze niets meer tegen hem kunnen ondernemen. Na een vuurgevecht met een Xindischip waarbij de laatste wordt vernietigd wordt ook Reed opgesloten en ontheven uit zijn functie omdat hij, volgens Archer, eerst had moeten praten met de Xindi. Als Phlox Archer wil onderzoeken wordt ook hij bijna opgesloten. Trip en Phlox besluiten dat er iets gedaan moet worden aan de situatie en bevrijden T’Pol en Reed. Met een aantal vertrouwelingen halen ze wapens uit de wapenzaal om daarmee de MACO's te overmeesteren op de brug. Archer wordt ondertussen door Trip Tucker verdoofd en mee naar de Enterprise genomen. Daar blijkt dat de vloeistof van het ei inderdaad zijn gedrag beïnvloed. Dit effect wordt door Phlox ongedaan gemaakt en de antimaterie wordt weer terug naar de “Enterprise” gebracht. Hierna vervolgt het schip zijn reis naar Azati Prime.

## Acteurs

### Hoofdrollen
- Scott Bakula als kapitein Jonathan Archer
- John Billingsley als dokter Phlox
- Jolene Blalock als overste T'Pol
- Dominic Keating als luitenant Malcolm Reed
- Anthony Montgomery als vaandrig Travis Mayweather
- Linda Park als vaandrig Hoshi Sato
- Connor Trinneer als overste Charles "Trip" Tucker III

### Gastrollen
- Daniel Dae Kim als korporaal Chang
- Sean McGowan als korporaal Hawkins
- Steven Culp als Majoor Hayes

### Bijrollen

#### Bijrol met vermelding in de aftiteling
- Paul Eliopoulos als bemanningslid van de Enterprise

#### Bijrol zonder vermelding in de aftiteling
- Jorge Benevides als Azar
- Jason Collins als korporaal R. Ryan
- Kevin Derr als korporaal Kelly
- Duncan K. Fraser als vaandrig Walsh
- Dorenda Moore als S. Money
- Justin Sundquist als een MACO
- Een hond als Porthos

### Stuntdubbel
- Alex Chansky als stuntdubbel voor Steven Culp

## Links en referenties
- Hatchery op Memory Alpha
- (en)   Hatchery in de Internet Movie Database